# Édouard-Joseph Belin
Pour les articles homonymes, voir Belin.
Édouard-Joseph Belin, né le 28 août 1821 à Obigies, dans le Royaume uni des Pays-Bas, et mort le 7 février 1892 à Namur (Belgique), était un prêtre du diocèse de Tournai, consacré vingt-quatrième évêque de Namur le 15 avril 1884. Il le resta jusqu'à sa mort en 1892.

## Biographie

### Jeunesse et formation
Orphelin à l’âge de 9 ans Édouard Belin fait ses humanités au collège communal de Tournai avant de suivre les cours au petit séminaire de Bonne-Espérance. Il se présente ensuite au grand séminaire de Tournai. À la fin du cours habituel d’études théologiques il est ordonné prêtre en 1847.

### Carrière
Bien qu’il lui soit proposé de se spécialiser en sciences ecclésiastiques à l’université de Louvain il opte pour entrer immédiatement dans le ministère paroissial. En 1847 Belin est vicaire à Thuin. Près de 16 ans plus tard, en 1863 il est nommé curé-doyen de Châtelet près de Charleroi. 
Il y reconstruit l’église. Mais - plus important - il est fort engagé dans les œuvres éducatives et sociales de son doyenné, s’intéressant à l’école des frères et à un hôpital populaire. Une initiative originale est la création d’une association ouvrière alliant la promotion économique et la formation religieuse. 
En 1880 il est appelé à Tournai par Isidore-Joseph Du Rousseaux qui le choisit comme Vicaire général, et doyen du chapitre de la cathédrale.

### Évêque de Namur
C’est là que va le chercher, le pape Léon XIII pour remplacer Pierre-Lambert Goossens, qui quitte Namur pour l’archidiocèse de Malines (27 mars 1884). Belin est consacré évêque le 15 avril 1884 par Pierre-Lambert Goossens avec comme co-consécrateurs Victor-Joseph Doutreloux et Isidore-Joseph Du Rousseaux. Peu après, en juin 1884, la victoire électorale du parti catholique, avec à sa tête Charles Woeste, met fin à une pénible guerre scolaire (1879-1884). 
Ayant moins de soucis du côté de l’enseignement, Belin se tourne vers un problème qui devient brûlant : ce que l’on appelle la « question sociale ». Dès 1885 il consacre son mandement de carême aux sociétés ouvrières qu’il veut promouvoir dans son diocèse. Il reste par ailleurs très pastoral, visitant systématiquement les paroisses de son vaste diocèse. Son premier souci reste le soin du « troupeau qui lui est confié » : ses instructions et lettres pastorales ont toujours un caractère pratique. Son style de vie, même comme évêque, reste celui d’un simple et sobre curé de campagne.
Belin s’intéresse également au culte et à la liturgie. Il restaure et embellit la cathédrale Saint-Aubain et favorise le renouveau du chant grégorien. 
Sa santé déclinant il semble bien que Belin ait demandé (vers 1888 ?) au pape de lui permettre de démissionner, mais cela lui fut « paternellement » refusé. Une courte maladie l’emporte le 7 février 1892. Il est enterré au cimetière de Bricniot (Namur).